# Seznam mest v Bocvani
Seznam mest v Bocvani.
- Bobonong
- Francistown
- Gaborone (glavno mesto)
- Ghanzi
- Gumare
- Hukuntsi
- Jwaneng
- Kang
- Kanye
- Kasane
- Letlhakane
- Lobatse
- Mahalapye
- Masunga
- Maun
- Molepolole
- Mochudi
- Mogoditshane
- Moshupa
- Orapa
- Palapye
- Ramotswa
- Selibe Phikwe
- Serowe
- Sowa
- Thamaga
- Tlokweng
- Tonota
- Tshabong
- Tutume

## 10 največjih mest
1. Gaborone - 199.600
2. Francistown - 89.100
3. Molepolole - 58.600
4. Selibe Phikwe - 53.500
5. Maun - 47.000
6. Serowe - 45.600
7. Kanye - 43.600
8. Mahalapye - 42.600
9. Mochudi - 39.700
10. Mogoditshane - 35.200